# Antonio Gorostegui
Antonio Gorostegui Ceballos (* 1. April 1954) ist ein ehemaliger spanischer Segler.

## Erfolge
Antonio Gorostegui nahm an den Olympischen Spielen 1976 in Montreal mit Pedro Millet in der 470er Jolle teil. Sie belegten mit 49,7 Gesamtpunkten den zweiten Platz hinter Harro Bode und Frank Hübner und erhielt somit die Silbermedaille. 1980 in Moskau wurde er in der Bootsklasse Star mit José María Benavides ebenso Siebter wie auch bei den Spielen 1984 in Los Angeles mit José Luis Doreste. Vier Jahre darauf in Seoul ging er in der Bootsklasse Soling an den Start und beendete in dieser die Regatta auf dem 17. Platz. Dreimal wurde Gorostegui Weltmeister: 1974 in Neapel mit Manuel Albalat in der 470er Jolle sowie jeweils 1982 in Medemblik und 1983 in Marina del Rey mit José Luis Doreste im Starboot. 1982 gelang ihm mit Doreste im Starboot zudem der Titelgewinn bei den Europameisterschaften.